# Cristina Juliana de Baden-Durlach
Cristina Juliana de Baden-Durlach (en alemany Christine Juliane von Baden-Durlach) va néixer a Karlsburg (Alemanya) el 12 de setembre de 1678 i va morir Eisenach el 10 de juliol de 1707. Era una noble alemanya, filla de Carles Gustau de Baden-Durlach (1648-1703) i d'Anna Sofia de Brunsvic-Wolfenbüttel (1659-1742).

## Matrimoni i fills
El 27 de febrer de 1697 es va casar a Wolfenbüttel amb Joan Guillem de Saxònia-Eisenach (1666-1729), fill del duc Joan Jordi I (1634-1686) i de Joana de Sayn-Wittgenstein (1632-1701). D'aquest matrimoni en nasqueren set fills:
- Joana Antonieta (1698-1726), casada amb el duc Joan Adolf II de Saxònia-Weissenfels.
- Caterina Cristina (1699-1743), casada amb Carles I de Hessen-Philippsthal (1682-1770).
- Anton Gustav (1700-1710)
- Carlota Guillemina (1703-1774)
- Joana Guillemina (1704-1705)
- Carles Guillem (1706-1706)
- Carles August (1707-1711)